# Vrolikstraat 8 (toegangspoort)

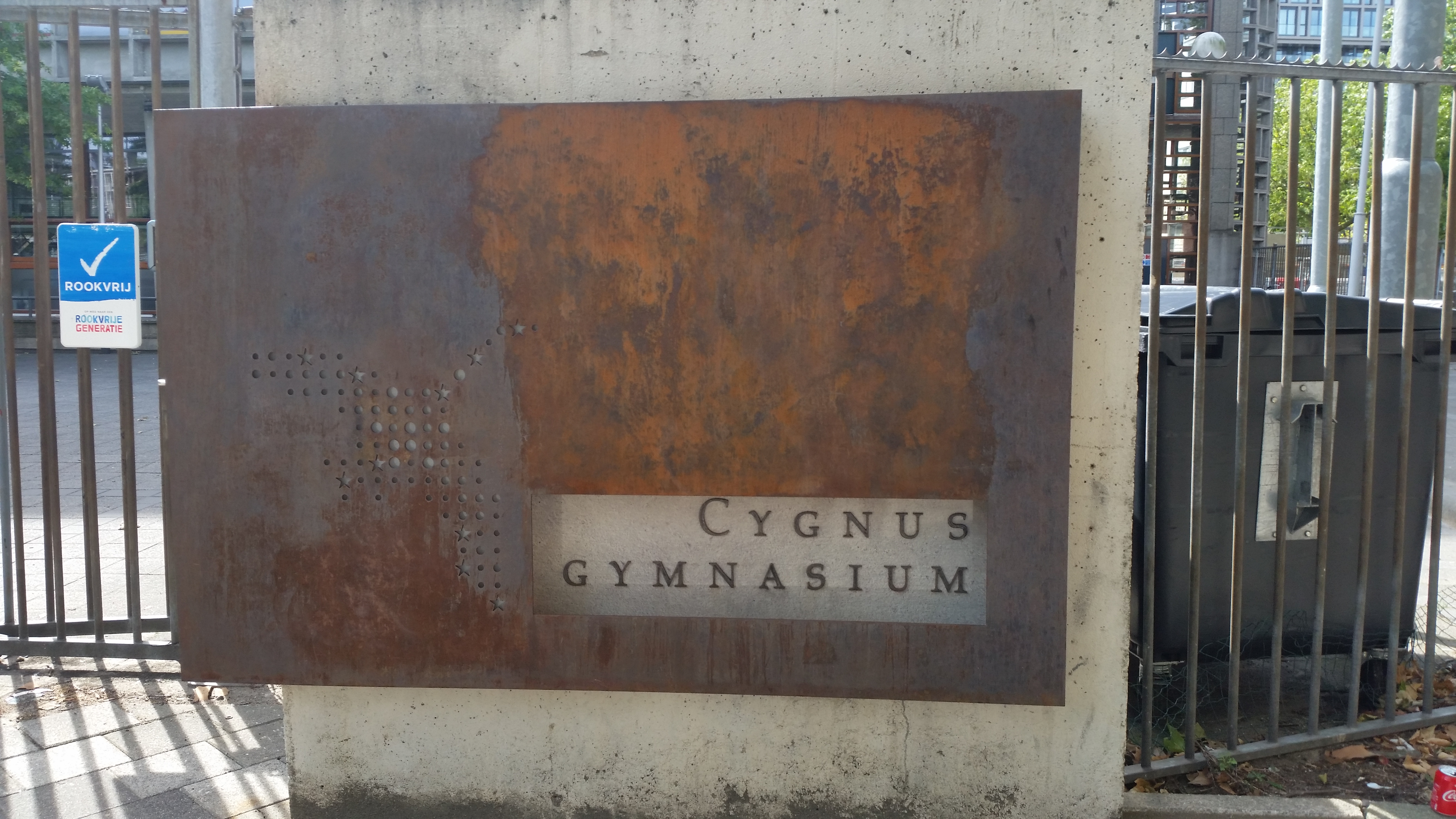
Naambord Cygnus Gymnasium (september 2018)

De Toegangspoort tot het terrein Vrolikstraat 8 te Amsterdam-Oost is een rijksmonument in Amsterdam-Oost. Een kunstwerk/betonreliëf van Harry op de Laak, Schepping maakt deel uit van dat rijksmonument.
Toegangspoort en reliëf vormen samen weer een deel uit van het gebouwencomplex Vrolikstraat 8, dat zelf ook een rijksmonument is. Ook een deel van de zitbanken hebben de rijksmonumentstatus.
De toegangspoort is ontworpen door Ben Ingwersen en Commer de Geus. Zij bestaat uit twee omgekeerde L-vormige poortdelen, die elkaar in het midden van de poort wel raken, maar niet aansluitend zijn. Het linker poortsegment (bekeken vanuit buiten het gebouw) doorsnijdt daarbij de achterzijde van het betonreliëf van Op de Laak, dat een lange min of meer overdekte zitbank vormt. Dat muur waar het betonreliëf is aangebracht maakt deel uit van het geheel, het fungeert als een soort geleiding naar de poort.
Het Rijksdienst voor het Cultureel Erfgoed omschreef het belang in 2018 als volgt:
- het vormt een monumentwaardig onderdeel van het gehele complex, inclusief omgevingsruimte
- de toepassing van wandkunst (voor het betonreliëf)
- de samenhang met de overigen complexonderdelen.

In later jaren zijn enige zaken toegevoegd, voordat poort en reliëf in 2009 aangewezen werden als rijksmonument. Die nieuwe onderdelen maken geen deel uit van het rijksmonument. Ze bestaan uit een betonnen bank en een stalen toegangshek. Een laatste toevoeging dateert van rond 2013, het is een betonblok waarop een cortenstalen plaat rust met een uitsparing waarin de van de gebruiker van het gebouw, Cygnus Gymnasium te lezen is in een stijl van graficus Wouter Overhaus. Het is ontworpen door Jurjen van Beek van Wessel de Jonge Architecten BNA BV, het architectenbureau dat de toenmalige verbouwing begeleidde.